# Monarca d'Eichhorn
El monarca d'Eichhorn (Myiagra eichhorni) és un ocell de la família dels monàrquids (Monarchidae).

## Hàbitat i distribució
Habita els boscos de les illes de Nova Hannover (Lavongai), Nova Irlanda, Nova Bretanya i Watom, a les Bismarck orientals

## Taxonomia
Ha estat separat de Myiagra hebetior recentment arran treballs com ara Dutson 2011.